# 대한민국 산업정책연구원
산업정책연구원(産業政策硏究院)은 1993년에 산업자원부의 허가를 받아 설립된 싱크탱크다. 2004년에는 연구원에서 운영하던 교육 프로그램을 모태로 하여, 서울과학종합대학원(aSSIST)을 설립했다. 위치는 서울특별시 서대문구 신촌로 203에 있다.
IPS의 연구활동은 세계각국의 산업정책에 대한 학술연구, 정부에 대한 정책자문, 기업 전략개발 등이며, 미래의 경쟁력 요소로 부각되는 트렌드를 중심으로 연구주제를 선정하고, 축적된 연구성과를 바탕으로 선도적인 교육과정을 운영하고 있다. 주요 연구분야로는 국가경쟁력연구,지속가능경영, 공유가치창출(CSV), 브랜드가치평가, 디자인경영 및 정책수립 등이다.
2020년 8월 취임한 조동성 이사장은 '디지털 혁신 시대를 맞아 재미있고(Interesting), 새로우며(Pioneering), 사회가 원하는(Satisfying) 연구에 집중할 것”임을 선언하고, 전통적인 선진국과 개도국이 같은 선상에서 새롭게 출발하는 포스트코로나 시대에서 세계를 선도하는 지속가능한 발전과 세계 각국의 국가경쟁력 향상 방안을 제시하는 씽크탱크로 거듭날 것을 강조했다. 더불어 인공지능(AI)이 산업 구조와 정부 정책에 끼치는 영향을 집중 연구하고, 학술적인 연구 방법론에도 인공지능을 적용하고 있다.

## 같이 보기
- IPS 국가경쟁력연구 보고서
- IPS 기업브랜드가치평가 결과
- Porter Prize for Excellence in CSV(약칭 CSV포터상)